# Tabanus ansarii
Tabanus ansarii är en tvåvingeart som beskrevs av Abbassian-lintzen 1960. Tabanus ansarii ingår i släktet Tabanus och familjen bromsar.
Artens utbredningsområde är Iran. Inga underarter finns listade i Catalogue of Life.